# アフマド・ナズィーフ
アフマド・ナズィーフ（アラビア語: أحمد نظيف, ラテン文字転写: Ahmed Nazif、1952年7月8日 - ）は、エジプトの政治家。日本ではナジフ首相と表記されることが多い。

## 経歴
ホスニー・ムバーラク大統領の下で首相を務めた。2011年の革命の中、ムバーラクによって首相を解任された。
2012年9月13日、カイロ刑事裁判所から不正利益の罪で禁固3年と罰金900万エジプトポンド（約150万米ドル）の判決を下された。